# 폭두 타나카
《폭두 타나카 시리즈》(アフロ田中シリーズ 아후로타나카시리즈[*])는 노리쓰케 마사하루가 그린 일본의 만화 시리즈이다. 2002년 《폭두고딩 타나카》 (高校アフロ田中)를 시작으로 《폭두백수 타나카》 (中退アフロ田中), 《폭두직딩 타나카》 (上京アフロ田中), 《폭두방랑 타나카》 (さすらいアフロ田中)로 제목을 바꿔가며 연재되고 있다.

## 영화

### 출연
- 타나카 히로시 - 마츠다 쇼타
- 카토 아야 - 사사키 노조미